# Etnias de Madagascar

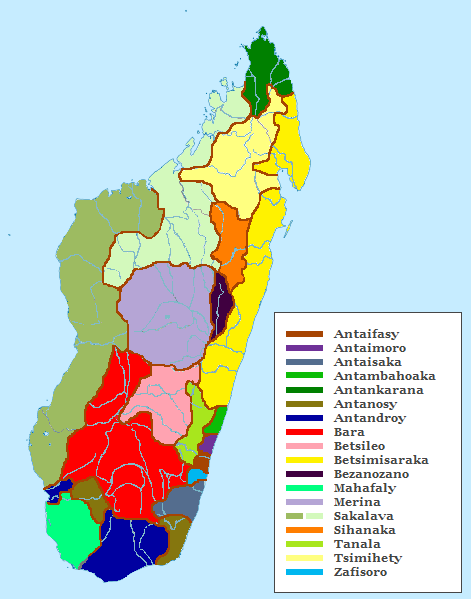
Distribución de los grupos étnicos en Madagascar

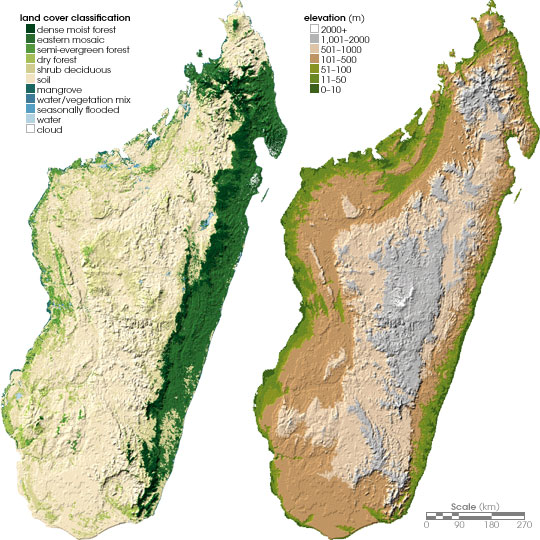
Mapas topográficos de Madagascar. A la izquierda las regiones biogeográficas, con la zona más húmeda y boscosa al este y nordeste en verde. A la derecha, mapa de altitudes, donde se aprecian las tierras altas en el centro

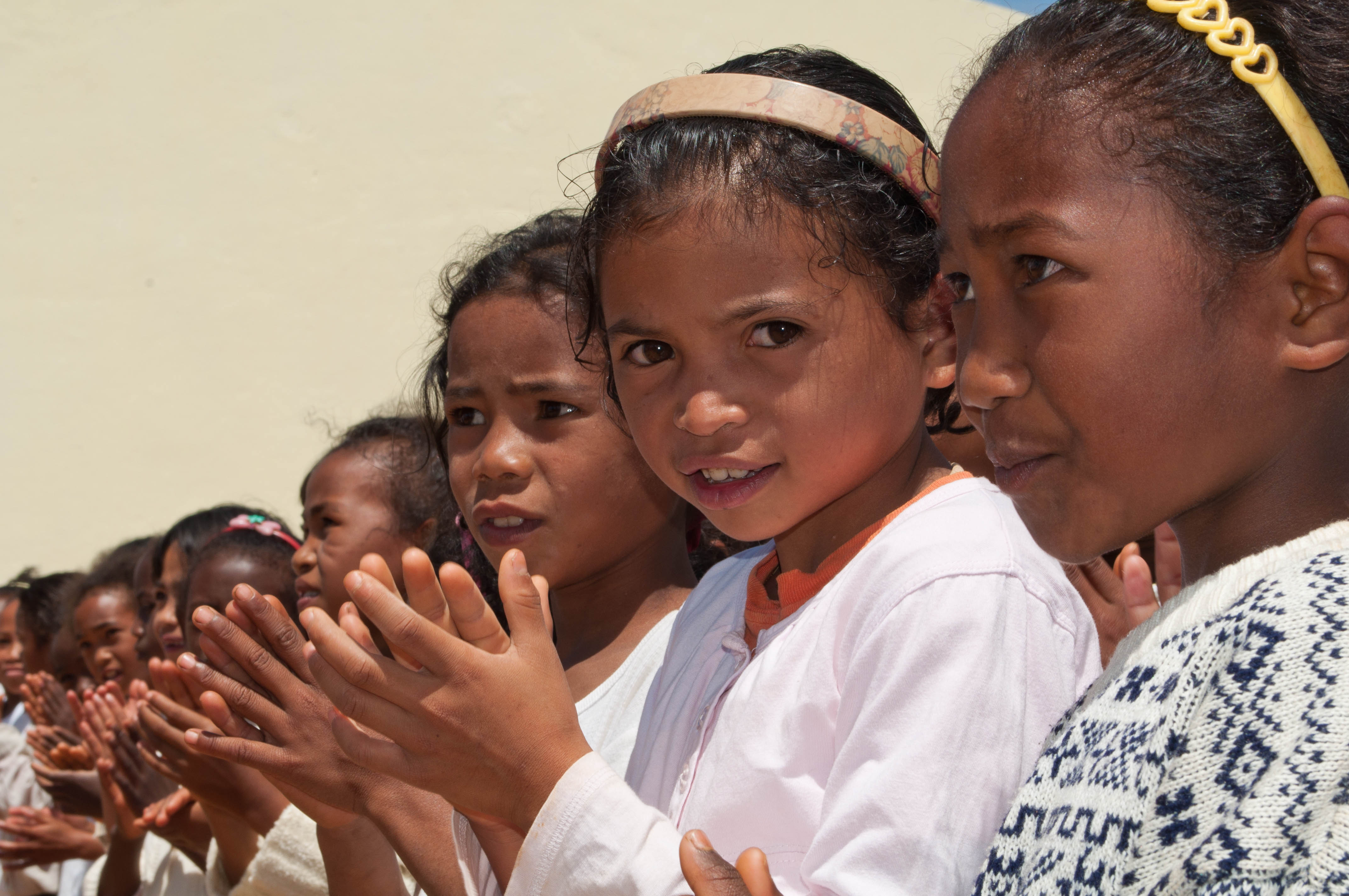
Niñas merina

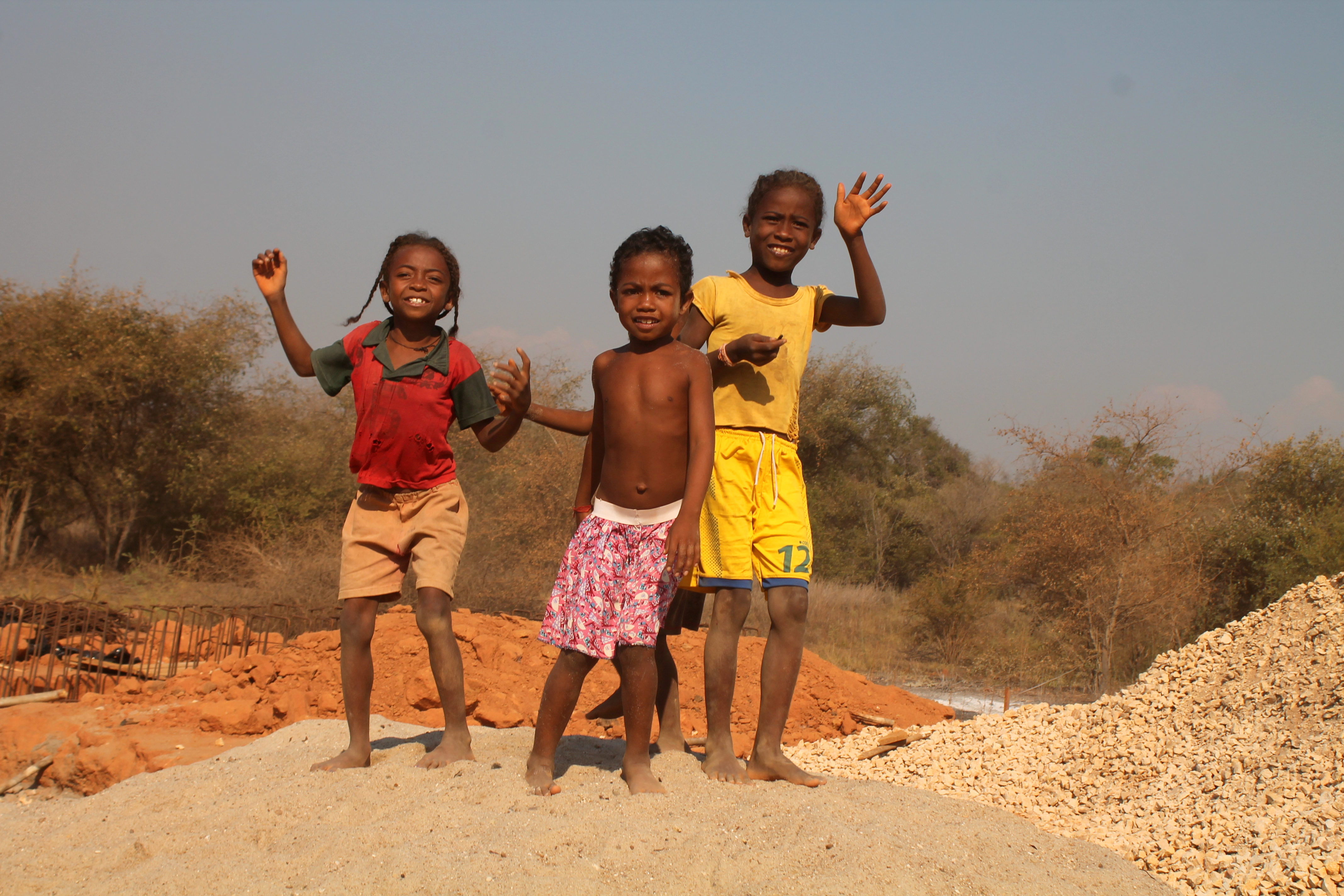
Niños sakalava

Más de nueve décimas partes de los habitantes de Madagascar son malgaches, un pueblo austronesio que habla alguna de las lenguas austronesias. Tradicionalmente, los malgaches se dividían en dos grupos: los habitantes de las tierras altas, y los de la costa, pero actualmente, esta división ha perdido valor y se cuentan unas 20 etnias diferentes.

## Demografía
En Madagascar había, en 2021, en torno a 28 000 000 de habitantes. El país tiene una densidad de 48 hab/km². La esperanza de vida es de 68,21 años, con una mortalidad infantil de 23 niños por cada 1000 nacimientos y de 34,1 antes de los 5 años. La tasa de fertilidad es de 4,1 niños por mujer, con un crecimiento anual de la población del 2,68% y una media de edad de 19,6 años. Está previsto que se alcancen los 50 millones de habitantes entre 2045 y 2050. La población urbana era en 2020 de 10 670 000 personas, el 38,5% de la población, con una sola ciudad con más de 1 millón de habitantes, Antananarivo, con 1,4 millones, seguida de Toamasina, con 206.373. Según datos de Naciones Unidas, el 43.41% de la población de Madagascar está malnutrida, unos 11,4 millones de personas.

## Lengua y religión
La lengua principal es el idioma malgache, que se escribe con alfabeto latino y tiene numerosas variaciones locales. El idioma merina es un dialecto del malgache, que se habla en las tierras altas en torno a Antananarivo y que, de hecho, sirve de base para el malgache, que contiene numerosas palabras de origen bantú. El francés también se habla ampliamente y es lengua oficial, usado en la educación superior. El inglés se encuentra en alza. En las islas Comores se habla el idioma comorense, dialecto suajili con influencia árabe.
Dos quintas partes de la población es animista, basada en la adoración de los ancestros. Creen en un dios creador supremo llamado Zanahary, dios nacional de los merina, personificación del cielo, que creó la humanidad ayudado por Ratovantani dios terrestre. Cuando la gente muere en Madagascar, sus almas van al cielo para encontrarse con Zanahary, pero sus cuerpos vuelven a la tierra, para ser cuidados por Ratovantani. A eso se añaden numerosos espíritus y una gran cantidad de tabúes. Casi la mitad de la población de la isla es cristiana, un cuarto son protestantes y un quinto son católicos, aunque esto no impide las creencias en los ancestros. En el noroeste hay una pequeña comunidad musulmana.

## Grupos étnicos
La etnia mayoritaría son los merina (24%), dispersos por toda la isla, pero sobre todo en las tierras altas (merina significa pueblo elevado). Le siguen los betsimisaraka (la inseparable multitud) (13,4%), que viven en el este, y los betsileo (la multitud invencible) (11,3%), que viven en la meseta, en torno a Fianarantsoa.

#### Breve historia

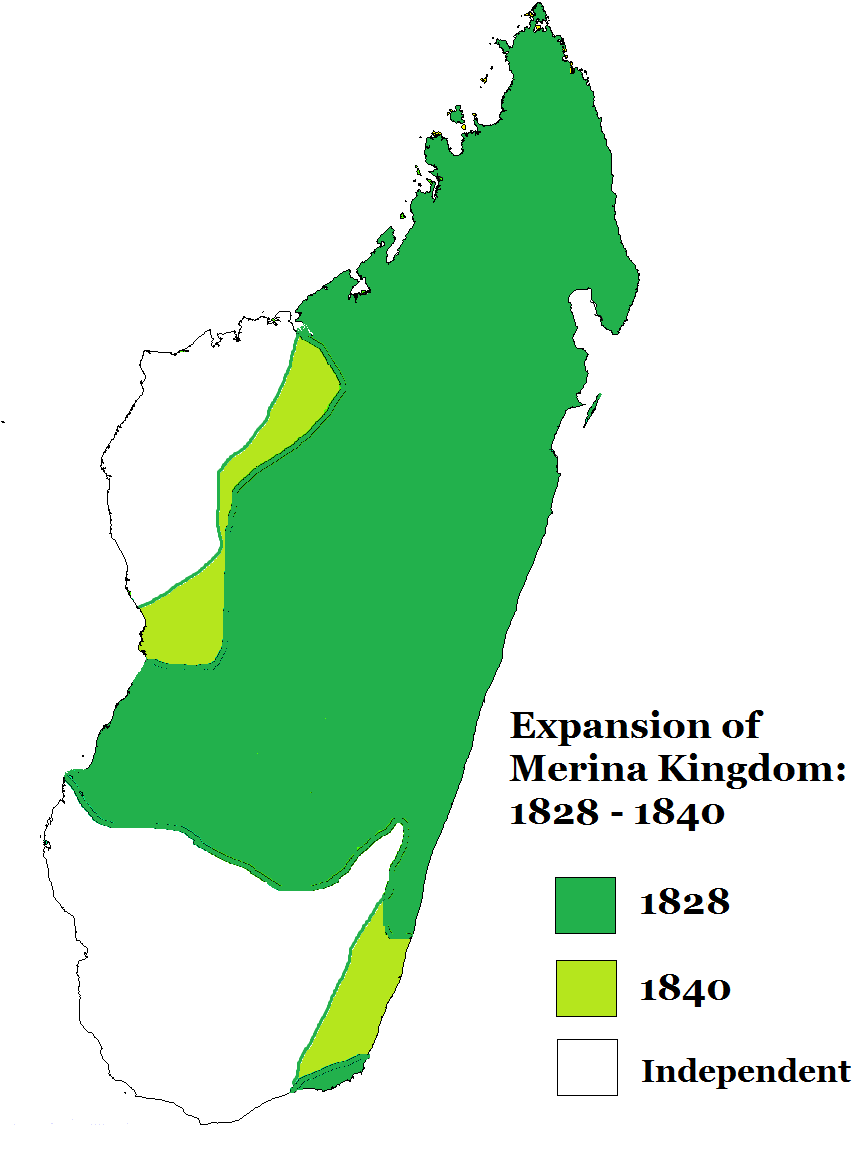
Reino de Imerina bajo el gobierno de Ranavalona I entre 1828 y 1840.

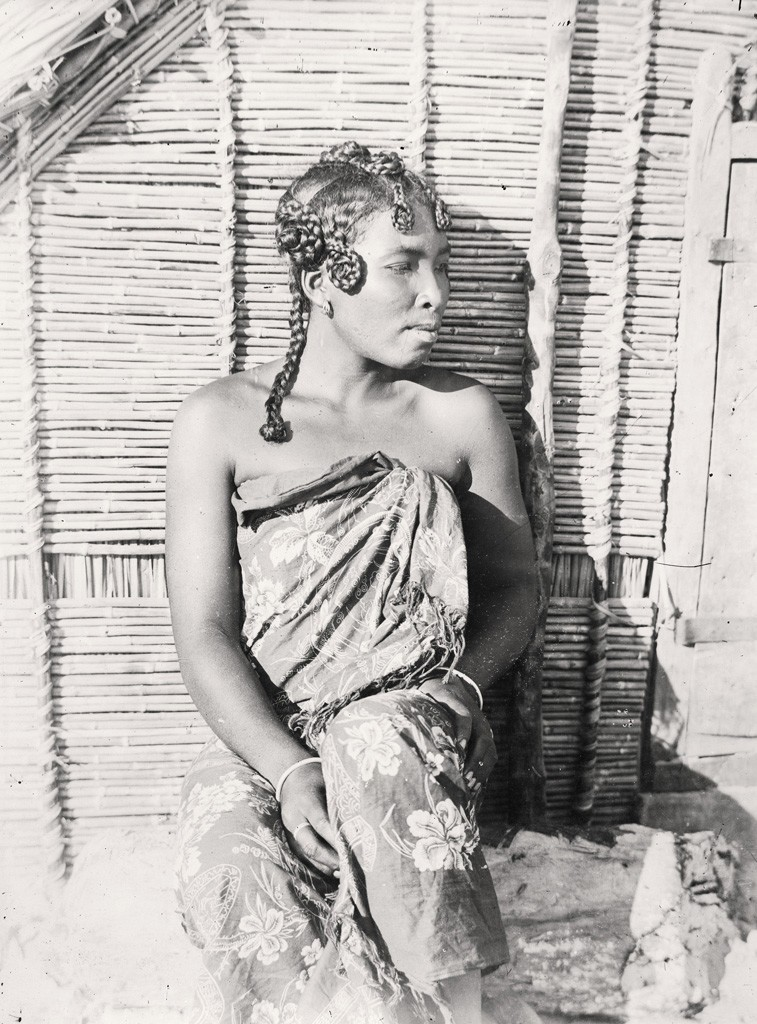
Mujer sakalava en 1900-1910

El perfil moderno de Madagascar se fragua durante el siglo XIX, cuando los merina imponen a los demás una serie de características que los convierten a ojos de los extranjeros en los únicos malgaches. Durante los tres siglos anteriores a 1800 se forman los grupos sociales, económicos, religiosos, culturales y políticos  que forman el pueblo malgache actual, desde los antankara a los tsimihety. El prefijo "an" que llevan muchas de las etnias significa "gente de", presente en los antankara, los antandroy, los antambahoka, los antanosy, los antemoro, los atensaka y los antefasy, y suele evitarse en las conversaciones. Los makua no suelen aparecer en las listas de pueblos malgaches porque son descendientes de africanos importados de Mozambique en el siglo XIII.
En el siglo XVI cesa la llegada de inmigrantes que, al mezclarse con los nativos, dan lugar a poblaciones nuevas. En esa época llegan los primeros portugueses, con sus misiones jesuitas, su comercio y su tráfico de esclavos, que fundan algunas colonias y se aprovechan del tráfico que ya existía entre los árabes y africanos de la zona. Por ejemplo, un esclavo comprado en un mercado local en Domoni por 9 o 10 piastras en una zona de conflicto, era revendido a los portugueses por 100 piastras. Luego, un esclavo de Madagascar se podía cambiar en Arabia por algodón indio y opio. A principios del siglo XVII, la isla era un mosaico de reinos. En el oeste aparece el reino Sakalava. En el nordeste, se forma el reino de los betsimisaraka. En las altas mesetas vivían los betsileo y los merina. En el sudeste, vivían los antemoro, los antesaka, los antefasy y los antanosy. En el sudoeste, los mahafaly, y en la parte meridional del sur, los bara. En esa época, los antemoro, que se supone eran descendientes de árabes, eran los únicos que tenían una escritura para el malgache, y así fue hasta el siglo XIX. En el siglo XVIII decaen los demás reinos y se alza el reino de Merina o Imerina, que acaba dominando la mayor parte de la isla. Los ingleses aparecen en el siglo XVII; los puritanos con el fin de formar colonias, pero al final, su misión se convierte en tráfico de esclavos hacia Barbados y Jamaica. En el siglo XVIII, aparecen los franceses para quedarse. Se establecen en el sur, crean plantaciones y el tráfico de esclavos se incrementa para abastecerlas en las islas cercanas (islas Borbón y Mauricio).

#### Etnias
- Merina. Con todos los subgrupos, unos 7 millones, los de la región de Vakinankaratra, en el centro del país, con capital en Antsirabe, unos 2,8 millones. Se conocen como el pueblo elevado o alto, porque viven sobre todo en las zonas altas. Sus orígenes se encuentran en la isla de Borneo. Se establecen primero en la costa sudoriental y en el siglo XV se trasladan a las tierras altas del interior, donde se mezclan con los vazimbas (habitantes originales de la isla, según la leyenda) y crean el reino de Imerina (1540-1897), que dominó gran parte de la isla. Los betanimena, llamados pueblo de la tierra roja, fueron absorbidos por los merina. Estos cultivan arroz, mandioca, cebollas, patatas y otros, además de criar vacas y cerdos. Forman la clase media más abundante del país, con empresarios, técnicos, directivos y miembros del Gobierno.[7]

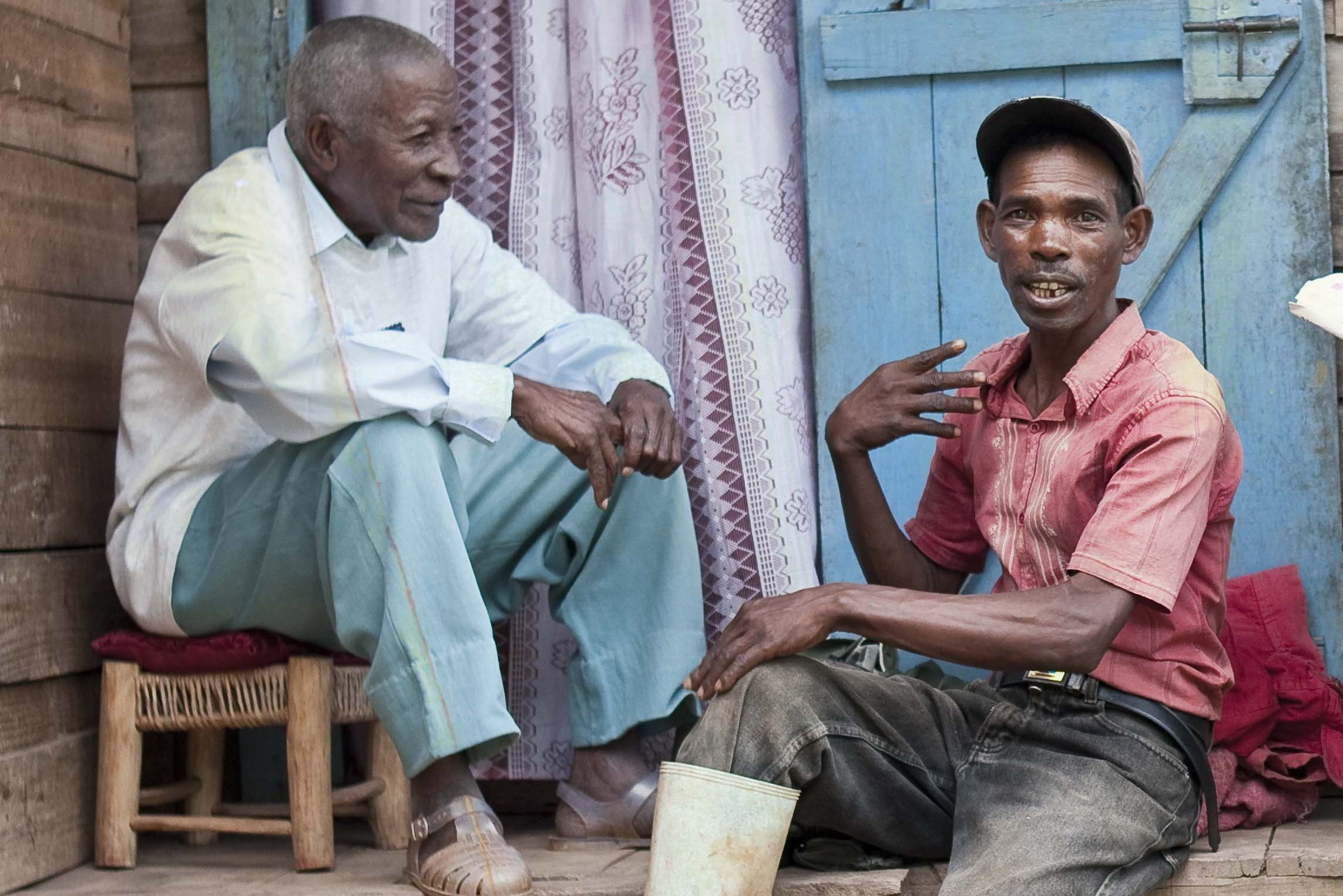
Hombres betsimisaraka

- Betsimisaraka El nombre significa la inseparable multitud, ocupan la parte oriental de Madagascar, con dos grupos, uno en el sur, formado por unos 3 millones de personas, y otro en el nordeste, con 1,6 millones. Hablan un dialecto del malgache, Viven en una estrecha franja costera, limitada por un denso bosque. Cultivan arroz, mandioca y maíz por el sistema de roza y quema, aunque algunos se han pasado a cultivos comerciales, como café, vainilla, clavo y otras exportaciones en pequeñas granjas. Tuvieron su propio reino en el siglo XVIII, con Ratsimilaho (1694-1750). El reino decayó con el fin de la dinastía y el avance de los merinas. En tiempos fueron buenos navegantes y piratas, y colaboraron con los barcos europeos como pescadores y balleneros.[8]

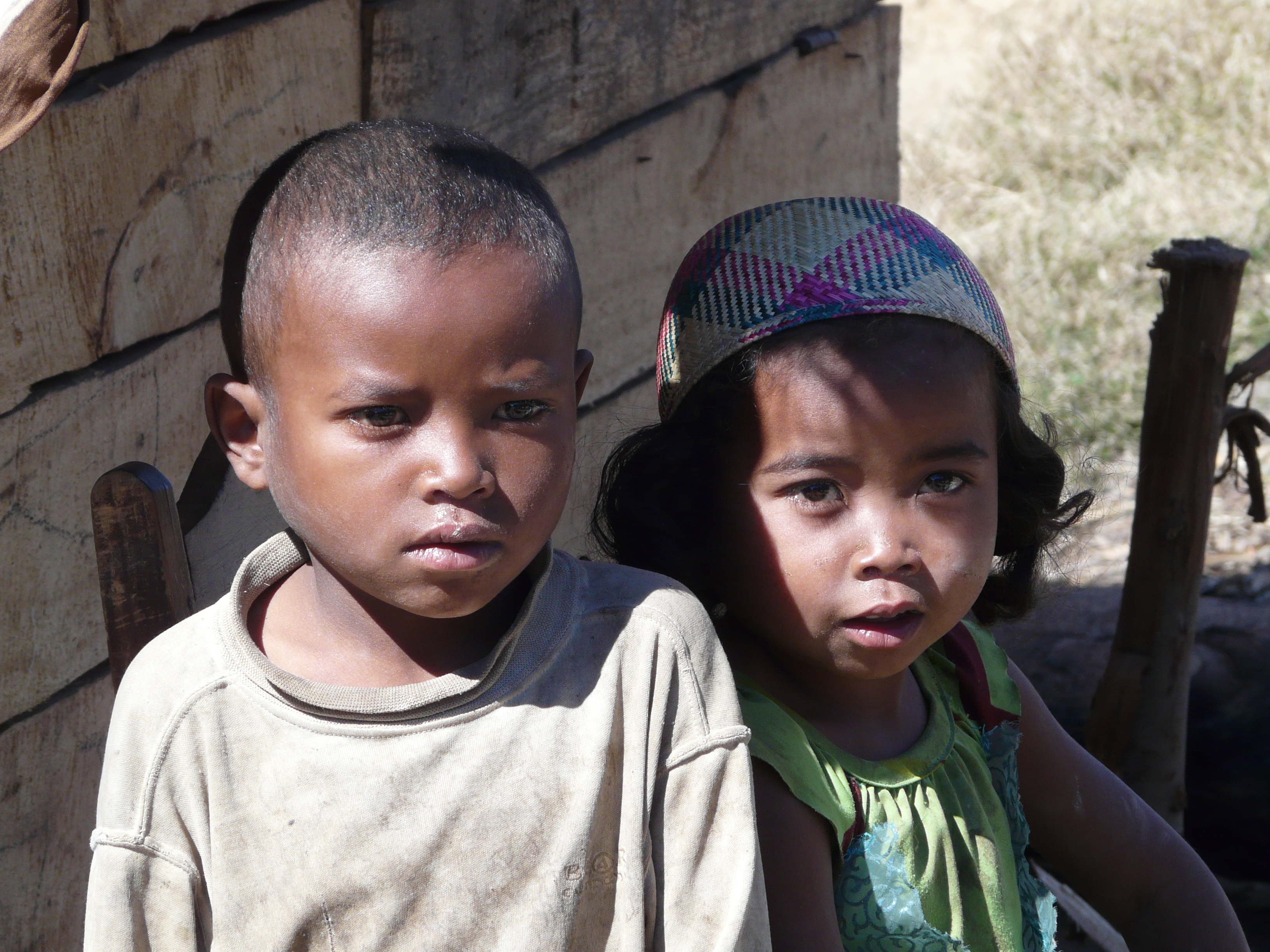
Niños betsileo

- Betsileo. Entre 1,5 y 4,5 millones según la fuente. Su nombre significa: la multitud invencible. Viven en las tierras altas, limitados al norte por la cuenca del río Mania y por el sur por los montes Andringitra, que forman parte del Parque nacional de Andringitra, al oeste por Bongolava y al este por el bosque oriental de la isla, habitado por los tanala. Viven en valle separados por densos macizos forestales, por lo que se dividen en clanes autónomos. Fueron conquistados por los merina en el siglo XIX y luego se sometieron a los franceses. Cultivan arroz como producto principal en terrazas y también mandioca, maíz, ñame, bananas y caña de azúcar. Algunos ejercen de carpinteros y artesanos, mientras una parte viven en otros lugares de la isla como comerciantes y empleados del Gobierno.[9]

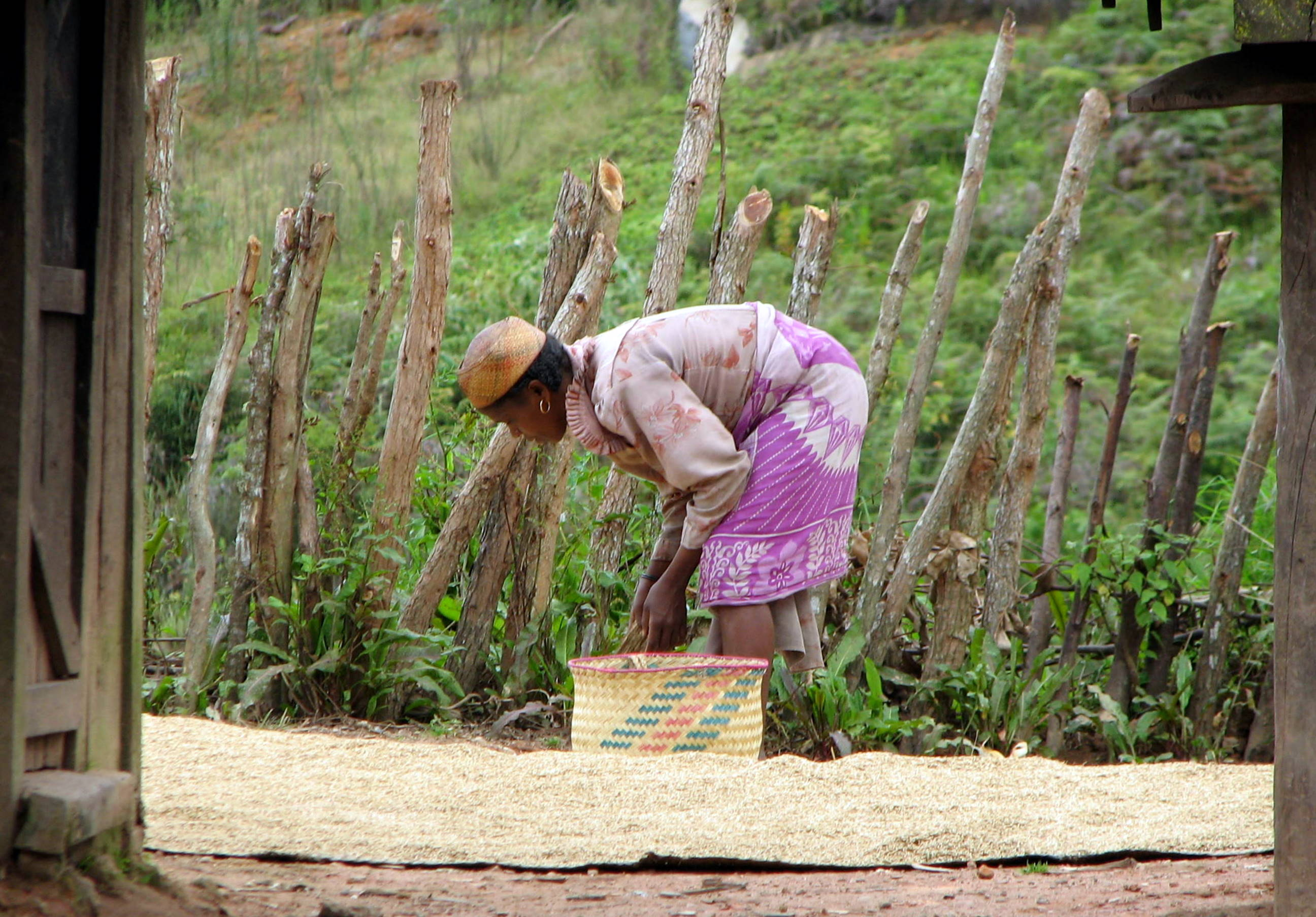
Mujer Zafimaniry junto a una estera donde se está secando arroz.

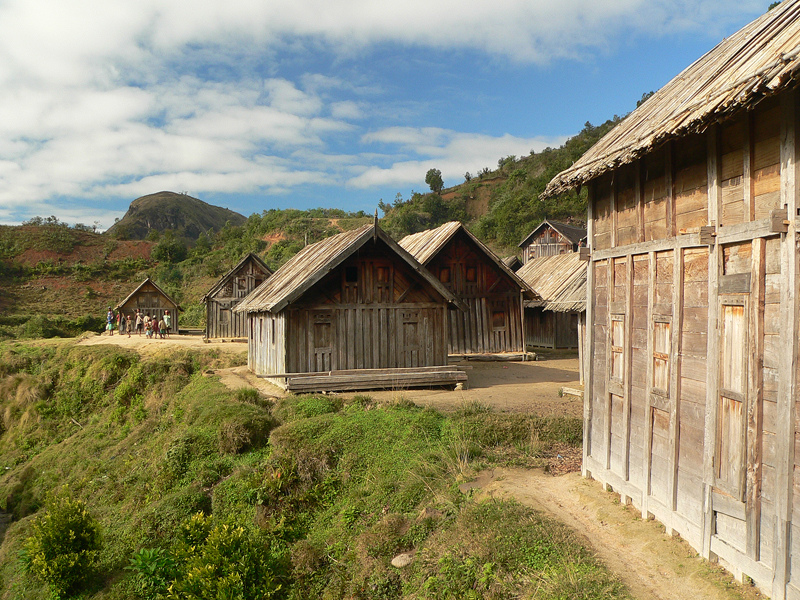
Casas de madera de los zafimaniry, cuyos palafitos parecidos a horreos son patrimonio inmaterial de la humanidad.

- Zafimaniry. Son un subgrupo de los betsileo que vive en las montañas boscosas de la parte sur central de las tierras altas, al sudeste de Ambositra, entre los betsileo y los tanala. Son conocidos por su habilidad con la madera. De hecho, sus hogares de madera a dos aguas han sido declarados patrimonio intangible de la Humanidad.[10] Se distinguen de sus vecinos, de los que son descendientes, por el carácter de las frías y boscosas montañas en las que se asentaron en el siglo XVIII, entre 1000 y 1800 m, con 100 días de lluvia al año y entre 2000 y 3000 mm de precipitación. Son menos jerárquicos que los merina. Su visión de la familia monógama está representado en la decoración de su hogares. Tradicionalmente, eran carpinteros, pero al reducirse la disponibilidad de madera, han optado por el turismo, Su cultivo principal es el maíz, al menos desde hace 200 años, además de patatas, boniatos, judías y mandioca. El arroz resulta beneficiado por el cambio climático.[11]

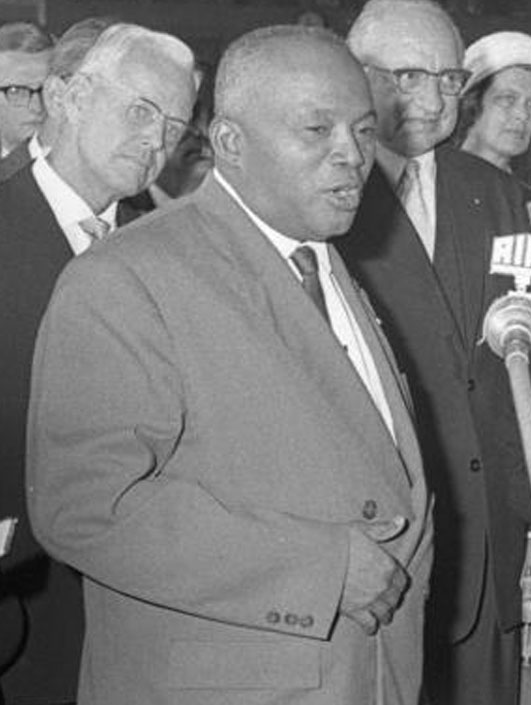
El primer presidente de la era poscolonial, Philibert Tsiranana, era de la etnia Tsimihety.

- Tsimihety, más de 2 millones. Su nombre significa: Los que no se cortan los cabellos. Viven en el montañoso centro-norte de Madagascar desde el siglo XVI, como descendientes de emigrantes polinesios, indonesios y africanos, con su propio dialecto del malgache. Consiguieron liberarse de los reinos Sakavala y Betsimisarake, pero en el siglo XVIII cayeron bajo el dominio de los merina. Son un pueblo dinámico, con estrictas reglas de matrimonio exógamo que les obliga a buscar esposa en tierras de sus vecinos, donde penetran con sus animales y se establecen para cultivar arroz. Se expanden normalmente hacia el oeste, a tierras de los sakalava. Trabajan como temporeros en las plantaciones de café y tabaco del norte de la isla. Cuando mueren lejos de su tierra, su cadáver es exhumado y trasladado a su lugar de nacimiento. Tiene su propia música y danzas. Son animistas, creen en un ser supremo que preside un mundo de espíritus habitado por sus ancestros. Tienen numerosos tabúes.[12]

- Sakalava, cerca de 2 millones. Su nombre significa "gente del Gran valle". Viven en el tercio occidental de Madagascar. Formaron un reino importante en el siglo XVI, que en el siglo XVII se transformó en dos reinos aliados. Llegaron a gobernar la mitad de la isla y comerciaron con ganado y esclavos con los europeos a cambio de armas y otros bienes. Empezaron a declinar a finales del XVIII y más tarde fueron absorbidos por la colonia francesa, como los merina. Son ante todo pastores seminómadas que cultivan arroz en los lechos de los ríos. No son un pueblo homogéneo, está formado por descendientes de gente de muy diversos lugares. Practican el culto a los antepasados.[13]

- Antandroy, más de 1 millón. Viven en el extremo sur de Madagascar. Su nombre significa "gente del matorral espinoso". Sus líderes dicen tener orígenes indios. En tiempo de los merina y los sakavala mantuvieron su independencia y se dividieron en cinco pequeños estados que fueron anulados tras la invasión francesa. Son un pueblo de pastores que cría su ganado en una zona árida, en la provincia de Toliara, donde solo hay matorrales espinosos. En la costa, son pescadores. Cultivan mandioca, ñame, arroz, mijo y maíz. Muchos emigraron a la ciudad para trabajar y a la vuelta se compraron algo de ganado.[14] Es el pueblo que ha conservado sus tradiciones con menos influencias de la época colonial. En los funerales se evoca la vida del difunto con una música particular, que también se usa en las reuniones sociales. Sus bailes son muy distintos a los de sus vecinos y más parecidos a los de los zulúes.[15]

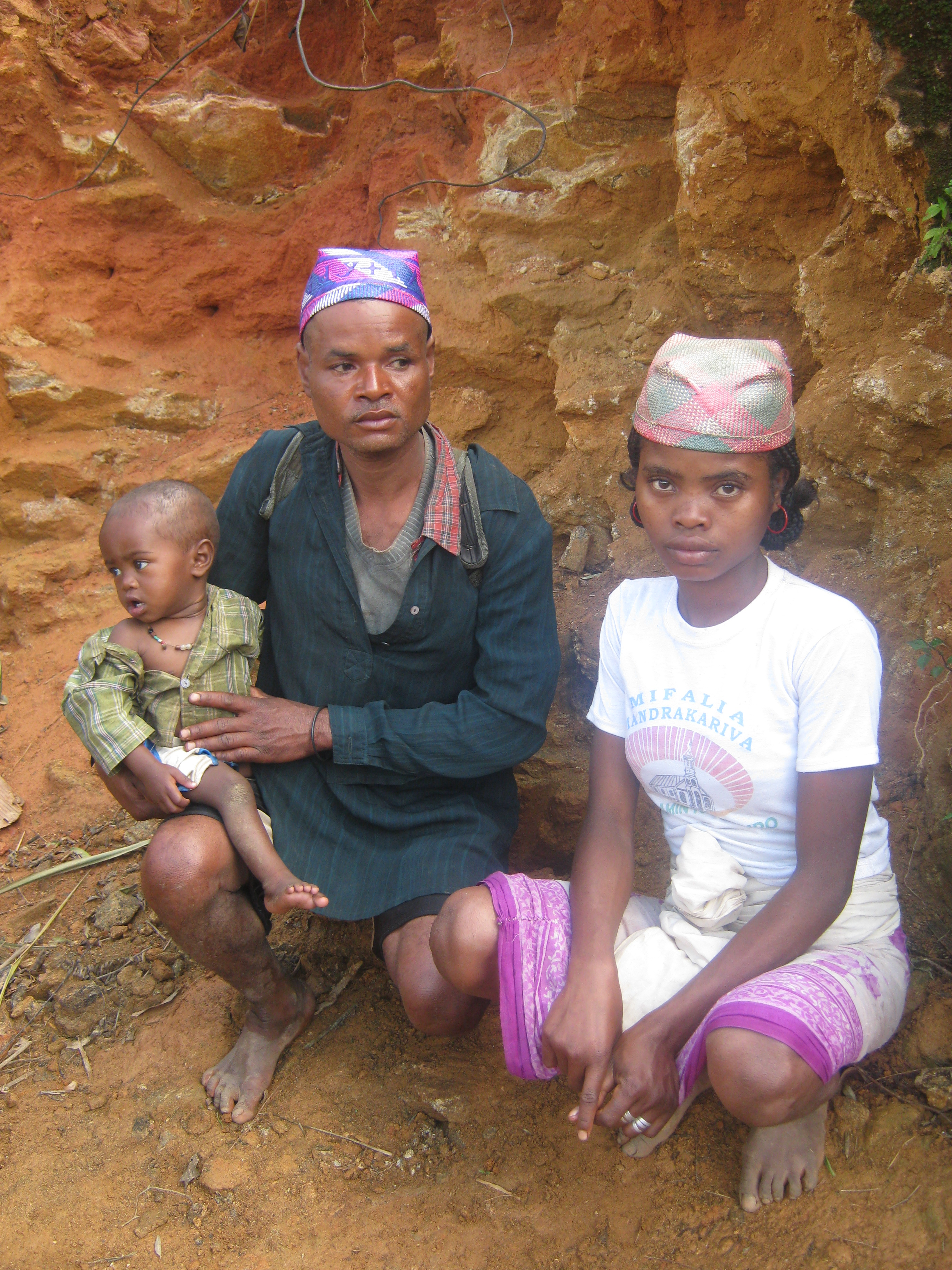
Familia tanala en Madagascar

- Tanala o antanala, más de 1 millón. Viven en la zona boscosa del sudeste de la isla, cerca de Manakara, Su nombre significa "gente del bosque". Se dividen a sí mismos en dos grupos, ya que los meridionales, llamados ikongo, permanecieron independientes durante la conquista merina y la ocupación francesa, mientras los del norte o menabe, fueron sometidos. Ambos tiene un antepasado común, un árabe llamado Ralambo. La zona del norte es más montañosa, y los menabe viven en pueblos aislados, en la cima de los montes u ocultos en el bosque. La parte sur es más accesible. Viven sobre todo de productos del bosque, son artesanos de la madera, recogen cera, miel y otros productos, y cultivan arroz para sí mismos mediante roza y quema, aunque se están introduciendo métodos modernos. En muchos casos viven en grandes grupos patrilienales.[16][17]

- Antaimoro o antemoro. Más de 1 millón. Su nombre significa: Gente de la costa. Viven en la costa sudoriental, la mayoría entre Manakara y Farafangana. Descienden de los primeros colonos que llegaron de Somalia entre los siglos XV y XVI. Inmediatamente fueron convertidos al islam, aunque probablemente eran árabes en origen, pero adquirieron o volvieron a prácticas tradicionales, y mantienen costumbres musulmanas, como no comer cerdo. Su cultura está impregnada de influencias bantúes de África Oriental, árabes e islámicas. Muchos antemoros tienen fama de astrólogos, hechiceros y creadores de poderosos amuletos, y viajan gran parte del año. Muchas familias viven del cultivo de café, otros han emigrado y son trabajadores agrícolas en el norte y en el oeste. También son conocidos como artesanos del papel, que hacen a mano, con el cual fabrican flores y hojas que venden a los turistas. Fueron los primeros en tener una escritura malgache, con caracteres árabes.

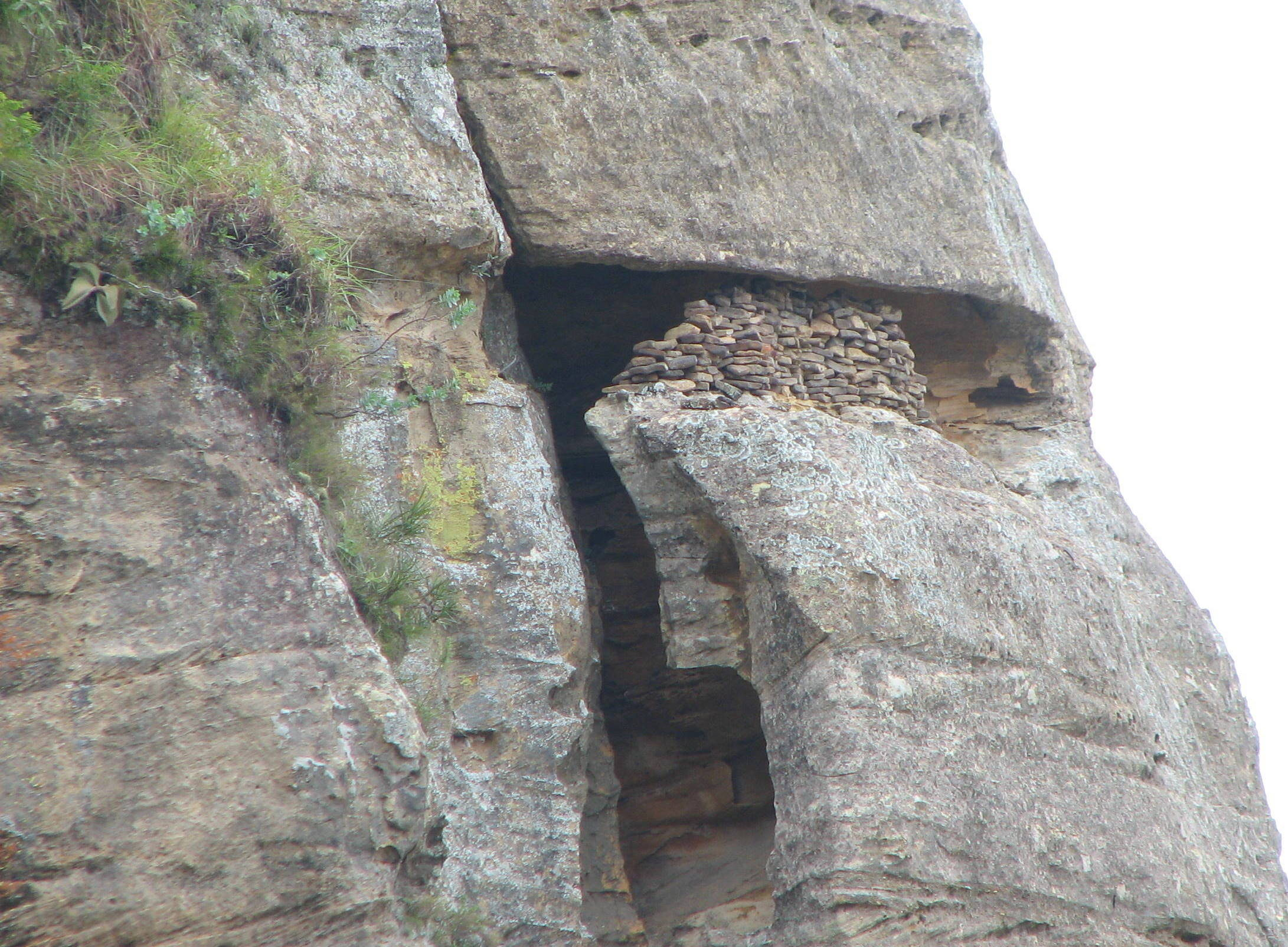
Lugar de enterramiento del pueblo bara, en el Parque nacional Isalo.

- Bara. Unos 900.000. Viven en la parte meridional de la meseta central de Madagascar, en la provincia de Toliara, en torno a la capital, Ihosy (283.000 hab.). Fueron en principio un pueblo ganadero nómada, criador de cebúes, que al incrementar su número hace que cada vez más se dediquen a la agricultura (arroz, mandioca, mijo, maíz). Forman una sociedad endogámica muy jerarquizada, organizada en diversos reinos relacionados con los ancestros que solo se unieron en el siglo XVIII. Resistieron el poder de los merina y la colonización francesa. Su nombre significa "gente del interior". Muchos son cristianos, pero conservan sus tradiciones. El árbol del tamarindo se considera sagrado y se planta cerca de los pueblos, donde se hacen ofrendas. Entierran a los muertos en cuevas de la montaña, particularmente en el Parque nacional de Isalo.[18]

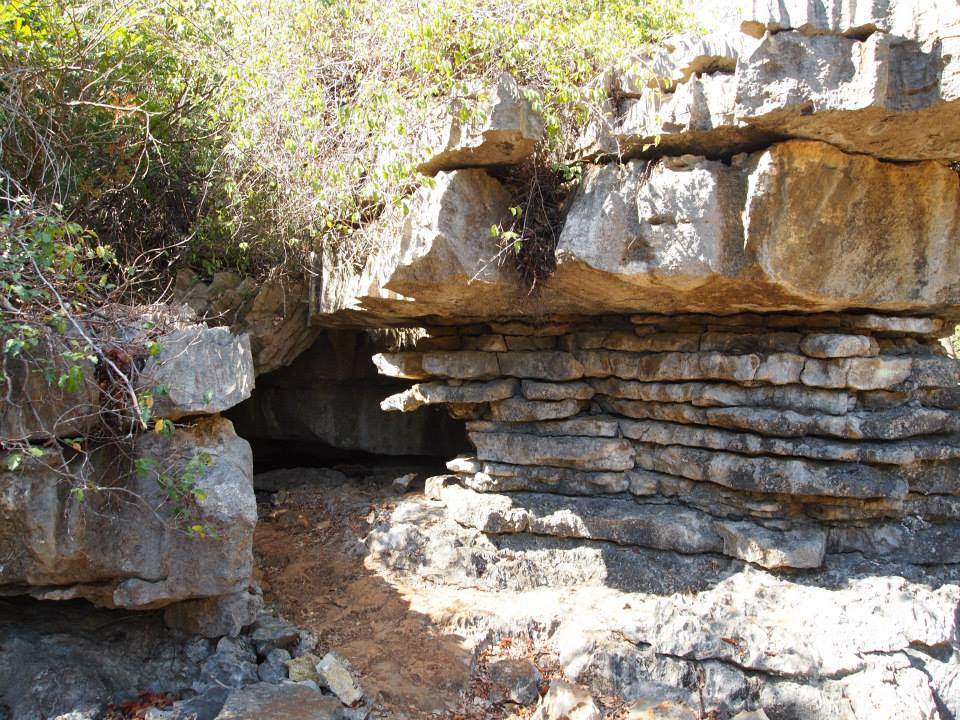
Una especie de corral o abrigo para el ganado antekarana en la Reserva natural de Ankarana.

- Antankarana. Unos 200.000, aunque en 2013 había unos 50.000. Viven en el extremo norte de la isla, cerca de Antsiranana, hasta la costa oeste, incluida la isla de Nosy Mitsio. Su nombre significa "la gente del tsingy" (que son las formaciones de roca caliza que distinguen su territorio. El tsingy de los antankarana se puede visitar en la reserva Ankarana. Se escindieron de los sakalava en el siglo XVII tras una serie de disputas y se asentaron en el norte de la isla, donde se refugiaron, aprovechando lo intrincado del terreno, de los merina. Culturalmente, son muy parecidos a los sakalava. Creen en los espíritus de los ancestros (tromba) y de la naturaleza, con numerosos tabúes (fady). Son pescadores y ganaderos, aunque también trabajan en labores agrícolas, en el comercio y en la administración.

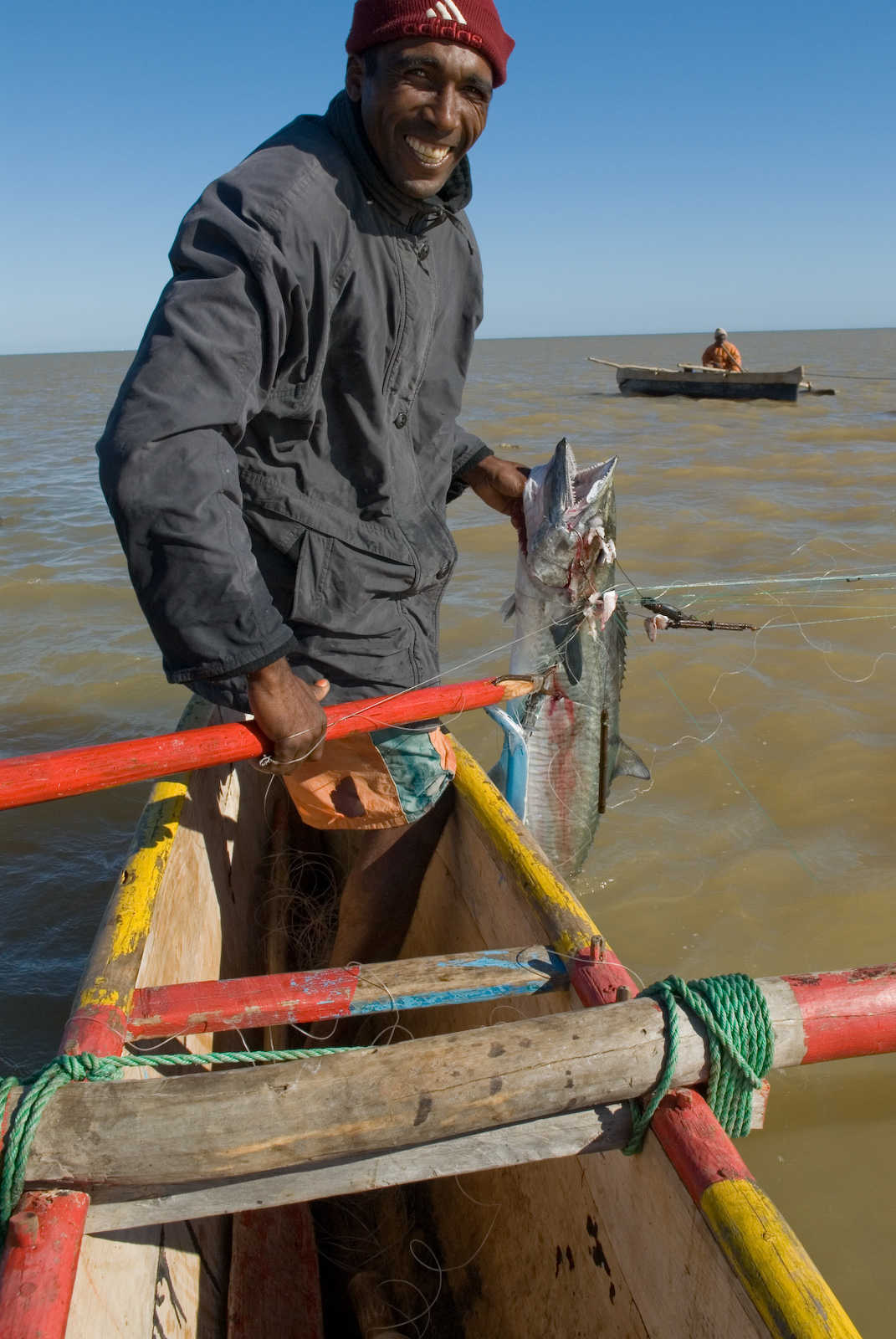
Pescador de la etnia vezo

- Antambahoaka. Unos 100.000. Habitan una pequeña región en la costa sudeste de Madagascar, cerca de Mananjari, compartida parcialmente con los antaimoro, con los cuales comparten orígenes a partir de un árabe llamado Raminia que emigró de La Meca a Madagascar entre los siglos X y XII. Son conocidos por el festival Sambatra, una ceremonia de circuncisión grupal que se celebra cada siete años.[19] Son una sociedad muy homogénea con un fuerte sentido identitario, con patriarcado, veneración de los ancestros y tabúes (fady). La mayoría son granjeros de subsistencia y su principal industria es la pesca.

- Antefasy o antaifasy, más de 200.000. Viven en la costa sudeste en torno a Farafangana. Tradicionalmente granjeros y pescadores, en el siglo XIX fueron vendidos como esclavos por los merina en Antananarivo. Su sociedad estaba dividida en tres grupos, muy cerrados debido a unos estrictos códigos morales. Tradicionalmente, son pescadores y cultivan arroz, pero en los últimos decenios se ha producido una fuerte migración hacia el norte.

- Antesaka, 1,8 millones. Viven al sur de Farafangana, en la costa sudeste, pero se han repartido por toda la isla. Tienen ancestros africanos, árabes y malayo-indonesios, como los sakalava, de los que derivan. Cultivan café, bananas y arroz, y a lo largo de la costa, pescan. Tienen fuertes tabúes matrimoniales. Fueron uno de los cuatro grandes reinos precoloniales. Se dice que descienden del linaje Zarabehava, un rey sakalava que cruzó a la costa oriental entre 1620 y 1650.

- Comorenses, unos 35.000, divididos, según Joshua Project, en cuatro grupos: maore o mayotte, mwali, ndzwani y ngazidja, Son originarios de las islas Comoras. Según Ikuska, viven en las grandes ciudades sobre todo. Según Joshua Project, viven en las islas que separan Madagascar de Mozambique y cada grupo adopta el nombre de la isla que habita. Los mayottes viven en la isla de Mayotte (374 km²), que pertenece a Francia. Los mwali viven en la isla de Mohéli (290 km²), que pertenece a las Comoras. Los ndzuwani viven en la isla de Nduzuwani o Anjuan (424 km²), de las Comoras, y los ngadizya viven en la Gran Comora. De todos estos hay una representación en las ciudades de Madagascar. Son descendientes de las migraciones árabes, iraníes, suajilis y malgaches. La mayoría son musulmanes suníes.[20][21]

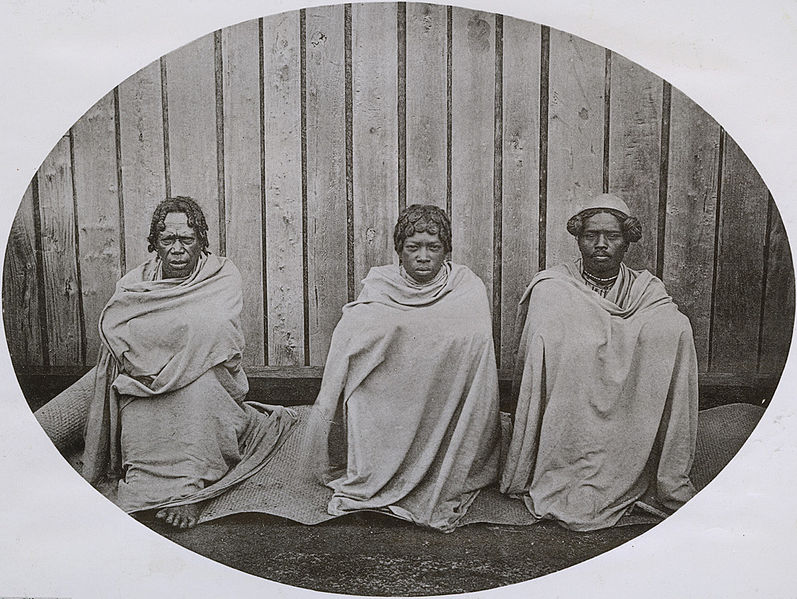
Sihanakas en una imagen de 1880

- Sihanaka. Unos 700.000. Viven en torno al lago Alaotra y el pueblo de Ambatondrazaka, en el centro-nordeste de Madagascar. Su nombre significa "gente de los pantanos", en referencia a los humedales que rodean el lago. El principal cultivo de la región es el arroz. En el siglo XVII se beneficiaron de encontrarse en la ruta entre la capital del vecino reino de Imerina en Antananarivo y el puerto oriental de Toamasina, por donde circulaban los comerciantes de esclavos y otros bienes. En el siglo XIX cayeron bajo el dominio del Reino de Boina, antes sometido a los merina. Actualmente practican el cultivo intensivo de arroz y otros cultivos que dependen del ecosistema aluvial del lago Alaotra. Tiene una estructura social igualitaria, siendo el de mayor edad el cabeza de familia. Predominan las creencias tradicionales, influidas por el cristianismo. la vida social está determinada por el respeto a los ancestros y los tabúes (fady), con tiros funerarios elaborados, y la prohibición de trabajar los martes.

- Bezanozanos. Más de 200.000. Fue uno de los primeros grupos étnicos en establecerse en Madagascar, donde habitan en una zona entre los Betsimisaraka, en el este y los merina, al oeste, en el altiplano. Están relacionados con los vazimba, primeros habitantes de la isla, de los que ya no hay constancia. Su nombre significa "los de las trenzas pequeñas". Como los merina, practican el ritual de la Famadihana, una tradición funeraria que se celebra cada siete años. El tráfico de esclavos a lo largo de la costa oriental enriqueció a los bezanozanos en el siglo XVIII y llevaron al surgimiento de importantes ciudades comerciales como Ambatondrazaka y Moramanga en su tierra natal de Ankay. Finalmente, fueron sometidos por los merina y obligados a trabajos forzados, la región quedó casi despoblada, hasta la colonización francesa, cuando muchos merinas ocuparon la zona. Actualmente, viven en la fértil región forestal entre la meseta de Imerina y el bosque lluvioso costero. Cultivan arroz en terrazas, aunque respetan los bosques vírgenes, por miedo a las tumbas de los vazimba. Recolectan miel y también cultivan judías y maíz en las terrazas.

- Antanosy. Más de 800.000. Viven preferentemente en el sudeste de Madagascar, en la región de Anosy, pero también cerca de Bezaha, donde fueron desplazados por los merina, cuando los conquistaron. La mayoría practica la agricultura de subsistencia, otros venden arroz y mandioca, y productos del bosque, como miel, material para cubrir las casas, carne de caza y setas.[22]

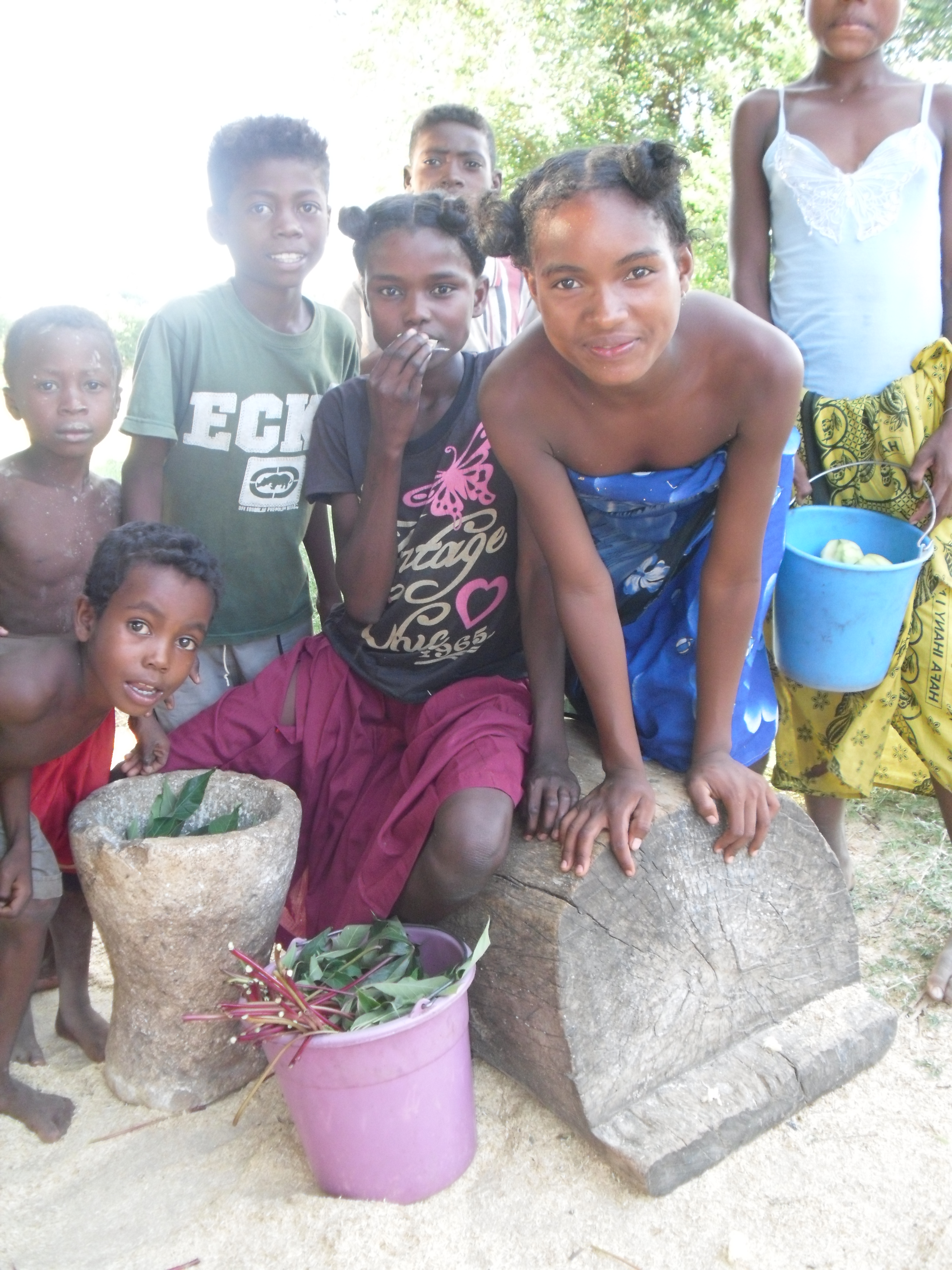
Niños mahafaly

- Mahafaly. Unos 400.000. Son un pueblo del sudoeste de Madagascar, en una zona limitada por los ríos Menarandra y Onilahy, y en particular, de la zona de Tôlanaro (Fort Dauphin). Habitan sobre todo las zonas áridas. Son un pueblo muy independiente, que solo ha sido sometido por el colonialismo francés. Sus tumbas son adornadas con cuernos de cebú sacrificados en honor del difunto durante el rito fúnebre. El número de cuernos depositados sobre una tumba es proporcional al estatus social del muerto. Una de las tumbas más espectaculares es la de su rey Tsiampody, sobre la cual han colocado los cuernos de unas 700 bestias. Son ante todo granjeros y criadores de ganado, sobre todo cebúes. También cultivan algodón, recogen miel, venden carbón vegetal, hacen cestas y esteras, trabajan la madera, tienen pequeños huertos y crían gallinas. Es una sociedad patriarcal, cuyas familias viven agrupadas. Veneran los ancestros y tienen tabúes, como las demás etnias malgaches.

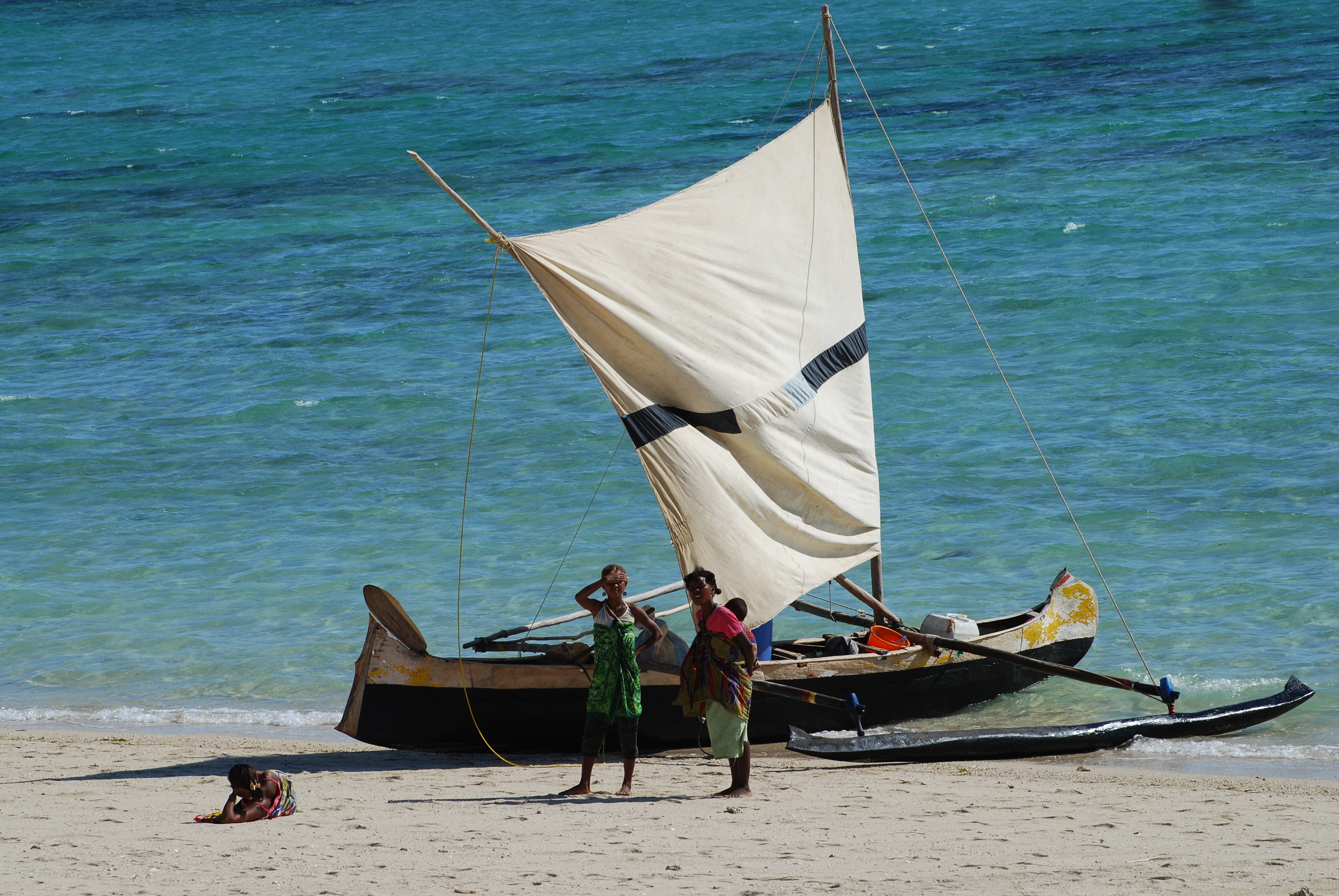
Piragua tradicional malgache, llamada lakana, con la que pesca el pueblo vezo.

- Vezo. Unos 350.000. Pueblo costero seminómada del sur de Madagascar, que vive de la pesca en el mar. Su nombre significa "la gente que pesca". Viven, ante todo, entre Toliara y Mahajanga. Practican ceremonias llamadas fomba, tienen numerosos tabúes (fady), así como elaborados ritos funerarios, Se dice que durante los últimos dos mil años han estado navegando por el océano Índico, en el estrecho que separa Madagascar de África, con sus piraguas talladas en madera.